# Breathing Underwater (album)
Breathing Underwater er et album af den amerikanske musiker Marié Digby. Det blev udgivet i Japan den 24. juni 2009 og var tilgængelig på amazon.com 7. september 2009. 

## Modtagelse
Albummet blev ignoreret af de fleste medier, men fik negativ kritik af anmeldere på Allmusic. Nogle af anklagepunkterne er plagiarisme og overproduktion.

## Numre
| 1.  | "Daybreak"                      | 3:59 |
| 2.  | "Avalanche"                     | 3:27 |
| 3.  | "Breathing Underwater"          | 4:03 |
| 4.  | "Should've Been Simple"         | 4:06 |
| 5.  | "Know You By Heart"             | 3:26 |
| 6.  | "Feel"                          | 3:25 |
| 7.  | "Come Find Me"                  | 3:53 |
| 8.  | "Symphony"                      | 4:20 |
| 9.  | "Machine"                       | 2:58 |
| 10. | "Overboard (feat. Livvi Franc)" | 3:37 |
| 11. | "Love With a Stranger"          | 4:11 |
| 12. | "Come to Life"                  | 3:42 |
| 13. | "Crazier Things"                | 3:29 |

| 14. | "Sanctuary"      | 3:11 |
| 15. | "Make It Happen" | 3:58 |
| 16. | "Surrender"      | 3:44 |
| 17. | "Fool on Parade" | 3:22 |